# Nicole Brandebusemeyer
Nicole Brandebusemeyer (Georgsmarienhütte, 1974. október 9. –) olimpiai bronzérmes német labdarúgóhátvéd.

## Pályafutása

### Klubcsapatokban
A Hagener SV-nél kezdett el futballozni, majd 1999-től a Brauweiler Pulheimnél védőként játszott. A klubnál eltöltött idő alatt három címet nyert. A 2003–04-es szezonban 20 Bundesliga-mérkőzést játszott és három gólt szerzett. Közben 2002–03-ban a Frankfurthoz igazolt, itt 6 mérkőzésen 4 gólt lőtt.

### A válogatottban
Nyolc nemzetközi mérkőzést játszott a felnőtt válogatottban. 1998. február 5-én debütált Cataniában, amikor 1–0-ra legyőzték az olasz válogatottat, a 66. percben Sonja Fusst váltotta. Ezt követően két-két mérkőzés következett Új-Zéland és az Egyesült Államok válogatottjával, amelyeket május 26-án és 28-án 4–1-re és 8–0-ra nyertek, illetve 1–1-es döntetlennel és 2–4-es eredménnyel végződtek.
1999. március 25-én Holzwickedében 3–0-ra veszítettek a kínai válogatott ellen. Május 26-án pedig a svájci válogatott ellen 2–0-ra győztek. Részt vett az Egyesült Államokban rendezett 1999-es világbajnokságon, de a tornán nem lépett pályára.
Nyolcadik, egyben utolsó mérkőzését 2000. szeptember 19-én játszotta az olimpiai labdarúgó-torna E-csoportjának utolsó mérkőzésén a svéd válogatott ellen 1-0-ra megnyert mérkőzésen. A 86. percben Maren Meinert váltotta. Szeptember 28-án Sydneyben 2–0-ra megnyerték a bronzmérkőzést a brazil válogatott ellen.

## Sikerei, díjai
- Olimpiai bronzérem: 2000
- Német bajnok: 1997
- DFB Kupa győztes: 1997-ben
- DFB Szuperkupa győztes: 1997-ben
- Nemzeti Kupa döntős: 1997
- Egyetemi bajnok: 1997
- Alsó-Szászország bajnoka: 1991

### Egyéb
- Ezüst babérlevél (2001. február 2-án Johannes Rau szövetségi elnök adományozta)[2]

## Fordítás
- Ez a szócikk részben vagy egészben  a   Nicole Brandebusemeyer című német Wikipédia-szócikk ezen változatának fordításán alapul.  Az eredeti cikk szerkesztőit annak laptörténete sorolja fel. Ez a jelzés csupán a megfogalmazás eredetét és a szerzői jogokat jelzi, nem szolgál a cikkben szereplő információk forrásmegjelöléseként.